# Armand Louis Philippe François de Custine
 (mai 2023).
Pour les articles homonymes, voir Custine.
Pour les autres membres de la famille, voir Famille de Custine.
Armand Louis Philippe François de Custine, François de Custine ou Armand de Custine, est un aristocrate et diplomate français, né à Paris le 22 janvier 1768, et mort dans la même ville, guillotiné, le 4 janvier 1794.

## Biographie
Franc-maçon, François de Custine est le fils d'Adam Philippe, comte de Custine, aristocrate et général français de la Révolution, et d'Adélaïde Louise Céleste Gagnat de Longny (1749-1771), mariés le 9 avril 1767, frère d'Adélaïde Anne Philippine de Custine (1770-1861), mariée le 9 mars 1790 à Henri-Évrard de Dreux-Brézé, fils de Joachim de Dreux-Brézé, grand maître des cérémonies de France.
Il a visité l'Allemagne du nord, étudié l'art militaire en Prusse. Sa belle-mère, la comtesse de Sabran était une amie d'Henri de Prusse.

### Un projet de M. de Narbonne, ministre de la guerre, d'attacher le duc de Brunswick à la France
Monsieur de Narbonne, ministre de la guerre entre le 6 décembre 1791 et le 9 mars 1792, souhaitait renforcer la position du roi Louis XVI grâce à une guerre victorieuse mais en la limitant à la seule maison de Habsbourg. De son côté, Claude Antoine de Valdec de Lessart, ministre des affaires étrangères entre le 25 novembre 1791 et le 15 mars 1792, va se servir de la diplomatie pour isoler l'Autriche. De son côté, il a cherché à renforcer l'armée en affirmant plus tard : « La création d'une armée et la résistance sincère contre l'émigration et l'étranger pouvaient sauver le roi et certainement sauvaient la France ». Pour restaurer l'armée, il a donc imaginé de faire appel à un général étranger. Il lui est apparu que le seul général étranger qui serait capable de commander l'armée française était Ferdinand de Brunswick. Le duc Ferdinand avait toujours aimé la France et détestait l'Autriche. Il avait commandé l'armée prussienne qui avait envahi la république des Provinces-Unies en octobre 1787 et s'en était emparé en 15 jours. Beaucoup de révolutionnaires le tenaient pour un « ami des lumières » et un allié naturel de la France. Il a l'estime des Girondins. En juillet 1792, alors que le duc de Brunswick commande les troupes coalisées et publie le Manifeste de Brunswick, Jean-Louis Carra le présente dans son journal comme un grand guerrier et le plus grand politique de son siècle et écrit : « Il ne lui manquerait peut-être qu'une couronne, pou être, je ne dis pas le plus grand des rois, mais le restaurateur de la liberté en Europe. S'il arrive à Paris, je gage que sa première démarche sera de venir aux Jacobins et de mettre le bonnet rouge ». Ce projet est soutenue par Madame de Staël. Consulté, La Fayette a répondu  qu'il trouvait imprudent de placer à la tête de l'armée française un « despote étranger ». Narbonne a finalement obtenu l'accord de Lessart sur ce projet. Il a alors été nécessaire d'obtenir l'assentiment du roi. Pour accomplir cette mission de contact avec le duc de Brunswick, le choix s'est porté sur François de Custine, ami de Narbonne et admirateur de Madame de Staël. Il a alors 23 ans et sert dans l'armée. C'est François de Custine qui va être chargé de rédiger un mémoire pour lui démontrer l'intérêt de cette mission en développant les idées du ministre de la guerre et montrant que Ferdinand de Brunswick était le général le plus apte à restaurer l'armée française.

### Mission de François de Custine auprès du duc de Brunswick
Custine a quitté Paris au début janvier, a rencontré en chemin M. de Narbonne. Il est arrivé à Francfort le 6 janvier 1792 où il s'est renseigné sur la possibilité de faire un emprunt auprès des bourgeois de la ville libre, mais sans succès. Il arrive à Brunswick le 13 janvier. Il rencontre rapidement le duc et lui remet la lettre d'introduction du roi. La discussion est aimable mais il n'a pas d'abord jugé utile de découvrir l'objet de sa visite. Le duc lui fit lire le projet d'une lettre de réponse au roi. Une conversation ouverte commence alors dont fait part Custine à M. de Lessart dans sa lettre du 20 janvier. Custine le montre comme un grand seigneur philosophe–, ami de la liberté, mais ayant aussi peu de goût pour la démocratie que pour l'Église, et tout prêt à voir dans la révolution une autre « infâme » à écraser. Favorable à des réformes religieuses et politiques, il avait un mépris profond pour la foule ignorante de la « vile multitude ». Custine écrit à M. de Lessart : « Son ambition de gloire est puissante, à la vérité, mais froide et calculée. Il s'est refusé, m'a-t-on dit, à des insinuations multipliées qui lui ont été faites relativement à la couronne de Pologne et au duché de Brabant. Au surplus, il ne se plaint pas de la Prusse. Le poste qu'il y occupe, m'a-t-il dit lui-même, est le seul qui puisse lui convenir : commander les armées à la guerre, pendant la paix administrer ses états ». Ce n'est que le 20 janvier, après avoir entendu le duc parler de sa campagne de Hollande que Custine a commencé à s'ouvrir sur l'objet de sa visite et lui a remis une lettre de M. de Narbonne la précisant. Le duc demanda un temps de réflexion. Le 21 janvier, le duc lui dit qu'ayant perdu ses contacts avec la France, il trouvait le projet de M. de Narbonne difficile. Le 22 janvier, à bout d'arguments pour convaincre le duc, il demande à M. de Lessart une lettre plus précise du roi pour convaincre le duc, et le même jour, il envoie la réponse du duc à M. de Narbonne qui n'est ni négative, ni positive pour obtenir de lui un appui pour persuader le duc. Il quitte alors le duc pour rencontrer le prince Henri de Prusse à Reinsberg pendant douze jours.

### Mission à Berlin
Pendant le même temps, Louis-Philippe de Ségur a été envoyé à Berlin pour assurer le roi Frédéric-Guillaume II des intentions pacifiques de la France, mais accusé de vouloir corrompre le personnel, il est reçu le 12 janvier 1792 par le roi, mais il demande à être relevé le 17 janvier face aux dénigrements dont il était l'objet, il a demandé à être remplacé le 17 janvier. M. de Lessart demande au roi de le remplacer par François de Custine. Pendant sa mission, Narbonne et Lessart sont remplacés. De Lessart est remplacé aux affaires étrangères par Charles François Dumouriez qui écrit à Custine le 13 mars souhaitant que Ferdinand de Brunswick soit nommé feld-maréchal de l'Empire qui est connu pour l'ordre et la paix protégeant la France contre une recherche d'une vaine gloire. Le 30 janvier, une lettre est envoyée à Berlin désignant Custine comme chargé d'affaires en attendant la nomination d'un nouvel ambassadeur. Ségur reçoit la lettre le 7 février qui prend contact avec Custine. Mais ce dernier avait quitté Reinsberg pour Hambourg. Le prince Henri avait lui-même quitté Reinsberg pour Berlin. Un traité d'alliance entre la Prusse et l'Autriche est signé le 7 février 1792. Custine est de retour à Brunswick dans la nuit du 11 au 12 février. Il s'est rendu le 13 février auprès du duc Ferdinand de Brunswick en lui annonçant qu'il devait partir à Berlin. Mais si le duc l'a bien reçu, il devait déjà savoir qu'on lui proposerait le commandement supérieur des forces coalisées des Prussiens et des Autrichiens. Il écrit le 13 février à M. de Lessart qu'il faut abandonner l'espoir d'attirer le duc de Brunswick. Il écrit une nouvelle lettre à M. de Lessart le 24 février pour lui transmettre les dernières discussions avec le duc de Brunswick qui lui avait fait part que s'il devait « attaquer la France, il se garderait de rien précipiter et de nous livrer des batailles où le hasard est toujours pour quelque chose, qu'une bataille gagnée par nous ruinerait nos ennemis et qu'une bataille perdue ne nous laisserait pas sans ressources; que son plan serait de porter et d'entretenir longtemps sur nos frontières de nombreuses armées de leur faire occuper des positions où elles n'eussent point d'attaques à redouter et d'attendre là la défaite de nos inquiétudes intérieures, de la banqueroute, ... »
Custine a continué sa mission à Berlin jusqu'en mai 1792, informant le ministère de ce qui s'y passe, en particulier des dispositions de plus en plus hostiles de la cour de Prusse et l'importance croissante des préparatifs militaires.

### Retour à Paris. Condamnation et exécution d'Adam Philippe de Custine et de son fils François de Custine
Il revient à Paris en juin 1792 et reprend sa place dans l'armée mais doit quitter ce service en janvie r 1793 pour raison de santé. Il va alors se compromettre pour la défense de son père mis en accusation le 29 juillet 1793, poursuivi de la vindicte de François-Nicolas Vincent, secrétaire général du Bureau de la guerre. Adam Philippe de Custine est exécuté le 28 août 1793.
Vincent va poursuivre sa haine du père en dénonçant le fils à Antoine Fouquier-Tinville le 22 novembre 1793. Il est mis en accusation le 26 décembre sur un rapport de Robespierre. Dans son acte d'accusation, Fouquier-Tinville lui reproche d'avoir été à Berlin à l'instigation « de l'infâme Delessart » où il a été « l'agent de manœuvres du comité autrichien des Tuileries avec Guillaume et Brunswick », d'avoir « laissé ignorer les mesures hostiles » prises contre la France « par les tyrans coalisés » et d'avoir conspiré avec son « père et le traître Dumouriez ». Il s'est défendu de ces accusations en renvoyant à ses dépêches envoyées depuis Berlin mais elles sont dénaturées, falsifiées et tronquées par René-François Dumas, président du Tribunal révolutionnaire. Interrogé le 2 janvier 1794, il est condamné le 3 et exécuté le 4. Il a 25 ans.

## Famille
Il s'est marié le 31 juillet 1787 avec Louis Delphine Éléonore Mélanie de Sabran, fille de Françoise Éléonore Dejean de Manville, comtesse de Sabran, dont il a deux enfants :
- Adam François Gaston de Custine (1788-1793)[4],
- Astolphe de Custine (1790-1857).